# Arjan Versteijnen
Arjan Versteijnen (Tilburg, 3 februari 2000) is een handbalkeeper van het Limburg Bevo HC. Tevens komt Versteijnen uit voor het Nederlands team.
Versteijnen begon in 2006 met handbal bij White Demons, vervolgens de overstap naar Tachos in Waalwijk waar hij jeugdlandskampioen van Nederland werd met de A-jeugd. In 2016 bereiken Versteijnen het eerste team van Tachos. In 2019 vertrok Versteijnen naar Bevo HC, waar hij na een jaar weggestuurd mede door de Coronacrisis. Hij vond onderdak bij het eerste team van Achilles Bocholt. In maart 2022 vertrok Versteijnen per direct weg uit Bocholt en keerde terug naar Bevo.

## Privé
Versteijnen heeft een tweeling broer Niels. Hij speelt ook handbal op het hoogste niveau, tevens is hij ook actief voor het Nederlands team.